# Sean Douglas (futebolista)
Sean Douglas (Auckland, 8 de maio de 1972) é um ex-futebolista profissional neo-zelandês que atuava como defensor.

## Carreira
Sean Douglas se profissionalizou no Tyrwhitt Soccerites.

## Seleção
Sean Douglas integrou a Seleção Neozelandesa de Futebol na Copa das Confederações de 1999.

## Títulos
Nova Zelândia
- Copa das Nações da OFC: 1998